# Oleksandr Petriv
Oleksandr Petriv (né le 5 août 1974 à Lviv) est un tireur sportif ukrainien. Il gagna la médaille d'or aux Jeux olympiques de Pékin en 2008, en pistolet rapide 25m. 